# Каракулево
Караку́лево (рос. Каракулево, башк. Ҡаракүл) — присілок (у минулому селище) у складі Дуванського району Башкортостану, Росія. Входить до складу Арієвської сільської ради.
Населення — 357 осіб (2010; 335 у 2002).
Національний склад:
- башкири — 98 %